# Athlītikos Omilos Kassiopī Kerkyra 2015-2016

## Stagione

### Rosa
| N. |                      | Ruolo | Calciatore                    |
| -- | -------------------- | ----- | ----------------------------- |
| 2  | Grecia (bandiera)    | D     | Panagiotis Vlachos            |
| 3  | Grecia (bandiera)    | D     | Kōstas Manōlas                |
| 5  | Grecia (bandiera)    | D     | Anastasios Venetis (capitano) |
| 6  | Grecia (bandiera)    | D     | Georgios Paraskevaidis        |
| 7  | Grecia (bandiera)    | C     | Panagiotis Zorbas             |
| 11 | Francia (bandiera)   | D     | Mathieu Gomes                 |
| 13 | Grecia (bandiera)    | P     | Fotis Koutzavasilis           |
| 14 | Argentina (bandiera) | C     | Horacio Cardozo               |
| 15 | Serbia (bandiera)    | A     | Marko Markovski               |
| 16 | Grecia (bandiera)    | C     | Nikolaos Kritikos             |
| 17 | Grecia (bandiera)    | A     | Grigoris Chandrinos           |
| 19 | Grecia (bandiera)    | C     | Alexandros Kontos             |
| 22 | Grecia (bandiera)    | C     | Stefanos Siontis              |

| N. |                                 | Ruolo | Calciatore                  |
| -- | ------------------------------- | ----- | --------------------------- |
| 23 | Macedonia del Nord (bandiera)   | D     | Vladimir Dimitrovski        |
| 25 | Grecia (bandiera)               | D     | Nikolaos Mentis             |
| 27 | Grecia (bandiera)               | A     | Stelios Makridis            |
| 34 | Grecia (bandiera)               | P     | Panagiotis Sampanidis       |
| 77 | Grecia (bandiera)               | A     | Konstantinos Georgakopoulos |
| 80 | Grecia (bandiera)               | C     | Georgios Gardikiotis        |
|    | Portogallo (bandiera)           | D     | Jordão Diogo                |
|    | Grecia (bandiera)               | D     | Aristotelis Karagiannidis   |
|    | Albania (bandiera)              | C     | Emiljano Vila               |
|    | Guinea Equatoriale (bandiera)   | C     | Viera Ellong Doualla        |
|    | Bosnia ed Erzegovina (bandiera) | A     | Saša Kajkut                 |
|    | Grecia (bandiera)               | A     | Thomas Koulouris            |